# HTMS Dhonburi
El Dhonburi fue un buque de defensa costera de pequeño tonelaje construido en Japón para la marina de Siam a finales de los años 30. El buque inauguró la clase Thonburi de buques de defensa costera tailandeses, siendo una actualización de la clase Rattanakosindra de cañoneros.
Al igual que la anterior clase, llamada Rattanakosindra en honor al Reino de Rattanakosin, ésta clase también se nomencló con aspectos históricos de Siam, en el caso del Dhonburi, su nombre se refería al Reino de Thonburi, con capital en Thon Buri, fundado por el rey Taksin.
La clase Thonburi sólo contaría con un buque más aparte del Dhonburi, su buque gemelo el Sri Ayudhya. Ambos buques poseían 4 cañones principales de 203 mm tipo 3 de la armada imperial japonesa y 3 cañones antiaéreos de 76 mm de tipo 3 de la misma armada.

## Historia

### Diseño y producción
El Dhonburi y su gemelo Sri Ayudhya fueron diseñados siguiendo lo aprendido en la incorporación de los primeros cañoneros de clase Rattanakosindra en la Armada de Siam en los años 20. Estos cañoneros eran buques de construcción británica con dos cañones de seis pulgadas y pobremente acorazados. Bajo la dirección del dictador de facto de Tailandia, Plaek Pibulsonggram, el país llevó a cabo un esfuerzo en modernizar la anticuada armada de Siam. Una de las prioridades se fijó en defender la extensa costa tailandesa, por lo que los buques patrulleros se vieron como una buena opción. Varios países, especialmente europeos, ofrecieron diseños para su construcción, pero finalmente fue la compañía japonesa Kawasaki la que ganó el contrato.
Los nuevos barcos eran básicamente versiones más grandes y algo mejor acorazados que los clase Rattanakosindra. Los buques se comenzaron a construir en las instalaciones de Kawasaki en Kōbe en 1936. El Dhonburi fue botado el 31 de julio de 1937. Los «acorazados» (para los estándares tailandeses de la época) resultantes tenían 2.265 de tonelaje, mejoras en el acorazado y armas reforzadas, así como dos motores diésel producidos por MAN en Alemania.
Los nuevos buques fueron recibidos por la Real Armada de Tailandia con entusiasmo. El gobierno tailandés barajó solicitar la construcción de más buques clase Thonburi, pero finalmente se optó por encargar dos cruceros ligeros italianos en 1938. Los buques fueron embargados por Italia en 1941, en plena batalla del Mediterráneo, antes de haberse concluido su construcción (que nunca sería completada), dejando al Dhonburi y al Sri Ayudhya como los buques más poderosos en servicio de la armada tailandesa.

### Servicio en la armada tailandesa
Poco después de recibir los buques, estalló la guerra franco-tailandesa auspiciada por el dictador tailandés, Plaek Pibulsonggram, al enterarse de la ocupación de Francia por las Fuerzas del Eje y envalentonado por la ocupación japonesa de Indochina esperaba tomar ventajosamente territorios de la Indochina francesa que habían sido perdidos frente a ésta por el rey Rama V.
Con el rápido y contundente avance terrestre tailandés en la zona de Camboya y, en menor medida, Laos gracias a la Real Fuerza Aérea Tailandesa (con mayor capacidad que el pequeño destacamento del ejército del Aire francés), el almirante Jean Decoux ordenó a todos los buques franceses disponibles en la Indochina salir a reagruparse en el golfo de Tailandia para sobrepasar a la Real Armada Tailandesa.
El almirantazgo tailandés decidió crear la «Flota del Golfo» (en tailandés: องกองเรือตรวจอ่าว, romanizado: Ong kong ruea truat ao, lit. 'Flota de la patrulla del Golfo'), dividido a su vez en dos convoyes para defender la costa oriental tailandesa. El convoy del Sri Ayudhya, formado por el buque guardacostas junto a los cañoneros de la clase Rattanakosindra, Rattanakosindra y Sujotai estaba destinado en el archipiélago de las islas Chang, en concreto, al sureste de Ko Chang, la mayor de las islas. A comienzos de enero de 1941 fue relevado por el convoy del Dhonburi, formado por el buque guardacostas y dos torpederos de la clase Chonbori, Chonbori y Songkhla, de fabricación italiana. El convoy del Dhonburi se quedó en Ko Chang mientras que el del Sri Ayudhya se retiró al puerto de Satthip, en Chon Buri.
La noche del 16 al 17 de enero de 1941, la escuadra francesa compuesta por el crucero ligero Lamotte-Picquet y los avisos Dumont d'Urville, Amiral Charner, Tahure y Marne llegaron sorpresivamente al archipiélago dando comienzo a la batalla de Ko Chang, en la que poco pudo hacer el convoy del «acorazado» tailandés frente al poderío naval francés.
La batalla se saldó con los torpederos Chonbori y Songkhla hundidos y el Dhonbori gravemente dañado y retirándose hacia la playa de la desembocadura del río Chanthaburi con 20 bajas entre sus filas, entre ellas la del capitán Luang Phrom Viraphan, muerto fortuitamente en uno de los primeros disparos del enfrentamiento. La escuadra francesa por su parte no hubo de lamentar ninguna baja ni perdida material.
El convoy del Sri Ayudhya fue enviado a la zona para reforzar al bando tailandés, pero llegó en la tarde del 17 de enero, cuando ya todo había terminado y tan solo pudo asistir al remolque del Dhonburi por parte del transporte Chang hasta Laem Ngop, en Trat, para evitar su hundimiento.
Más tarde sería reparado en Japón, pero la Real Armada Tailandesa lo decomisaría y nunca más volvería a ser utilizado como buque designado, siendo destinado a barco escuela hasta que fue finalmente decomisado en 1959.

## Memoria

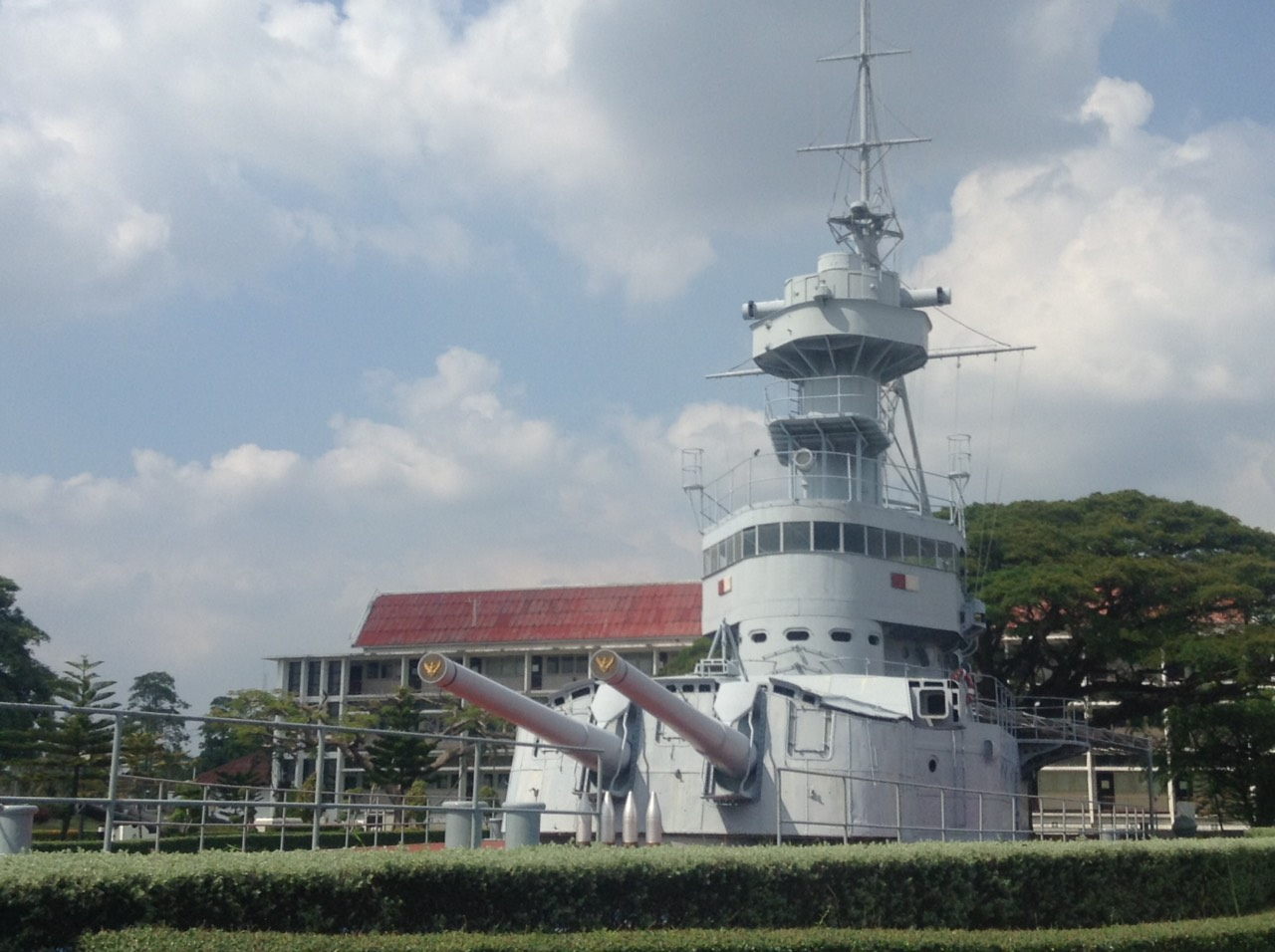
Monumento del puente del Dhonburi.

El puente y la torreta del Dhonburi fueron retirados del buque antes de desguazarlo y actualmente se conservan como monumentos en la Real Academia Naval de Tailandia.
Actualmente en las islas Chang hay una base de buceo fundada por alemanes, Paradise Divers, que ofrece visitas al pecio del Dhonburi en la zona. Dado que éste no fue hundido en la zona, el pecio debe pertenecer al Songkhla, el torpedero hundido en la zona en la que el Dhonburi comenzó a retirarse tras comenzar un fuego interior en la batalla de Ko Chang.